# Grecja na Zimowych Igrzyskach Olimpijskich 2010

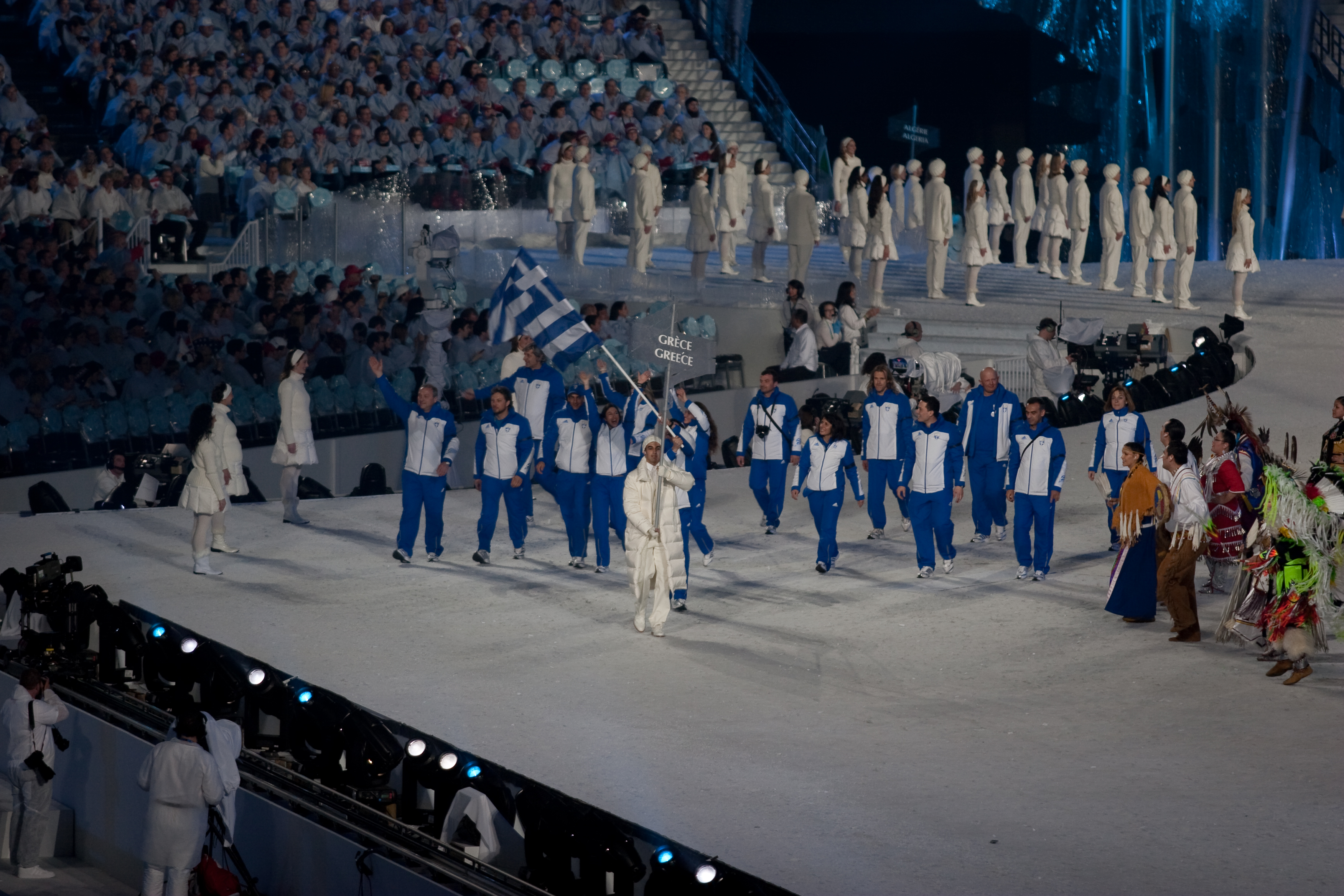
Reprezentacja Grecji podczas ceremonii otwarcia igrzysk olimpijskich w Vancouver

Grecja na Zimowych Igrzyskach Olimpijskich 2010 – siedmioosobowa kadra sportowców reprezentujących Grecję na igrzyskach w 2010 roku w Vancouver.
W reprezentacji znalazło się czterech mężczyzn i trzy kobiety. Wzięli oni udział w ośmiu konkurencjach w trzech dyscyplinach sportowych – biathlonie, biegach narciarskich i narciarstwie alpejskim. Grecy nie zdobyli żadnego medalu. Najwyżej sklasyfikowanym greckim reprezentantem podczas igrzysk w Vancouver został Vasilios Dimitriadis w alpejskim slalomie mężczyzn, w którym zajął 33. miejsce.
Najmłodszą reprezentantką w kadrze była biathlonistka Panajota Tsakiri (w dniu otwarcia igrzysk miała 19 lat i 278 dni), natomiast najstarszym – jej ojciec i również biathlonista Atanasios Tsakiris (45 lat i 34 dni).
Rolę chorążego reprezentacji podczas ceremonii otwarcia igrzysk pełnił Atanasios Tsakiris, dla którego występ w Vancouver był piątym olimpijskim startem w karierze. W trakcie ceremonii grecka reprezentacja tradycyjnie weszła na stadion jako pierwsza. Podczas ceremonii zamknięcia igrzysk rolę chorążego pełnił Vasilios Dimitriadis.
Był to siedemnasty start Grecji na zimowych igrzyskach olimpijskich. Pod względem liczebności grecka reprezentacja była piątą w historii, biorąc pod uwagę starty we wszystkich poprzednich zimowych igrzyskach.

## Tło startu

### Występy na poprzednich igrzyskach
Helleński Komitet Olimpijski został powołany w 1894 roku, a rok później został zatwierdzony przez Międzynarodowy Komitet Olimpijski. W 1896 roku Grecja zorganizowała pierwsze nowożytne igrzyska olimpijskie, w których wystawiła 102 swoich reprezentantów. W zimowej edycji igrzysk kraj ten zadebiutował podczas Zimowych Igrzysk Olimpijskich 1936, na których wystąpił Dimitrios Negrepontis. Aż do 2010 roku Grecy wystartowali we wszystkich zimowych igrzyskach olimpijskich poza igrzyskami w Squaw Valley w 1960 roku, jednak w żadnych z nich nie zdobyli medalu. Najliczniejszą, trzynastoosobową, reprezentację Grecy wystawili podczas igrzysk w Nagano. Ponadto w 2002 roku reprezentacja liczyła dziesięć osób, w 1994 – dziewięć, a w 1992 – osiem osób.
Podczas poprzednich zimowych igrzysk, które odbyły się w 2006 roku w Turynie, grecka kadra liczyła pięcioro reprezentantów, w tym trzech mężczyzn oraz dwie kobiety. Najlepsze wyniki osiągnęli Vasilios Dimitriadis w alpejskim slalomie (23. miejsce) i Lefteris Fafalis w biegach narciarskich w sprincie indywidualnym (29. miejsce). Grecy wystąpili w tych samych dyscyplinach, co w Vancouver.

### Występy olimpijczyków w mistrzostwach świata
Greccy biathloniści wystąpili na rozegranych rok przed igrzyskami mistrzostwach świata w Pjongczangu. Podczas tych mistrzostw Atanasios Tsakiris zajął 87. miejsce w sprincie i 74. w biegu na 20 kilometrów, a Panajota Tsakiri była 102. w sprincie i 106. w biegu na 15 kilometrów.
Również w tym roku rozegrano mistrzostwa świata w narciarstwie klasycznym w Libercu. W reprezentacji Grecji znaleźli się między innymi późniejsi olimpijczycy z Vancouver – Maria Danu i Lefteris Fafalis. Danu została sklasyfikowana na 82. pozycji w sprincie i na 61. miejscu w biegu łączonym na 15 kilometrów. Fafalis został zgłoszony do biegu sprinterskiego, jednak ostatecznie w nim nie wystartował.
W alpejskich mistrzostwach świata w Val d’Isère greccy zawodnicy wystąpili w slalomie i slalomie gigancie. Greczynka Sofia Rali zajęła w mistrzostwach 40. miejsce w slalomie i 46. w slalomie gigancie. W rywalizacji mężczyzn Stefanos Tsimikalis uplasował się na 69. pozycji w slalomie gigancie. W slalomie Tsimikalis nie ukończył drugiego przejazdu w rundzie eliminacyjnej i nie został sklasyfikowany. Nie został sklasyfikowany również Vasilios Dimitriadis, który nie ukończył pierwszego przejazdu.

### Sztafeta olimpijska
W październiku 2009 startujący w Vancouver narciarz alpejski Vasilios Dimitriadis rozpoczął 2180-kilometrową sztafetę z ogniem olimpijskim.

### Wyjazd na igrzyska olimpijskie
Grecka reprezentacja wyruszyła 7 lutego 2010 roku do Londynu, skąd udała się w dalszą podróż do Vancouver. Poza siedmioosobową kadrą sportowców na igrzyska pojechali delegaci – Vasilis Katsoras (attaché olimpijski), Maria Liakopoulou, Stratos Carrey, Manolis Katsiadakis i Spyros Kapralos, lekarz kadry – Chronis Drougou, a także trenerzy – Timoleon Tsourekas i Alexander Mišković.
Przed rozpoczęciem igrzysk attaché olimpijski Grecji – Vasilis Katsoras – powiedział, że sukcesem greckich reprezentantów będzie zajęcie miejsca w pierwszej trzydziestce zawodów olimpijskich, biorąc pod uwagę, że w każdych z nich bierze udział ponad 100 zawodników.

## Skład reprezentacji
Spośród piętnastu dyscyplin sportowych, które Międzynarodowy Komitet Olimpijski włączył do kalendarza igrzysk, reprezentacja Grecji wzięła udział w trzech. Troje Greków wystąpiło w konkurencjach alpejskich, dwoje w biegach narciarskich i dwoje w biathlonie.
Troje z greckich olimpijczyków z Vancouver wystąpiło także na poprzednich igrzyskach, które odbyły się w Turynie. Byli to: Panajota Tsakiri, Lefteris Fafalis i Vasilios Dimitriadis. Tsakiri podczas igrzysk w Turynie wystąpiła w biegach narciarskich, a w Vancouver startowała w biathlonie. Spośród trojga olimpijczyków, którzy startowali w 2006 i 2010 roku, najlepszy wynik w Turynie osiągnął alpejczyk Dimitriadis, zajmując 23. miejsce w slalomie.
W kadrze olimpijskiej w Vancouver znalazł się również Atanasios Tsakiris, dla którego były to piąte igrzyska w karierze. Startował w zawodach olimpijskich w Calgary (1988), Albertville (1992), Lillehammer (1994) i Nagano (1998). Nie uczestniczył natomiast w kolejnych dwóch zimowych igrzyskach w Salt Lake City (2002) i Turynie (2006).
W poniższej tabeli przedstawiono skład greckiej reprezentacji na igrzyskach w Vancouver. W przypadku, gdy dany zawodnik wystąpił również na poprzednich igrzyskach, podano miejsca, które zajął w poszczególnych konkurencjach.
| Biathlon (2)              |                  |                     |                        |                     |                     |                     |                     |        |
| Zawodnik                  | Data urodzenia   | Miejsca na ZIO 2006 | Miejsca na ZIO 2006    | Miejsca na ZIO 2006 | Miejsca na ZIO 2006 | Miejsca na ZIO 2006 | Miejsca na ZIO 2006 | Źródło |
| Zawodnik                  | Data urodzenia   | sprint              | bieg pościgowy         | bieg masowy         | bieg indywidualny   | sztafeta            | sztafeta            | Źródło |
| Panajota Tsakiri          | 12 maja 1990     | –                   | –                      | –                   | –                   | –                   | –                   | [ 20 ] |
| Atanasios Tsakiris        | 15 stycznia 1965 | –                   | –                      | –                   | –                   | –                   | –                   | [ 19 ] |
| Biegi narciarskie (2)     |                  |                     |                        |                     |                     |                     |                     |        |
| Zawodnik                  | Data urodzenia   | Miejsca na ZIO 2006 | Miejsca na ZIO 2006    | Miejsca na ZIO 2006 | Miejsca na ZIO 2006 | Miejsca na ZIO 2006 | Miejsca na ZIO 2006 | Źródło |
| Zawodnik                  | Data urodzenia   | ind. sprint dowolna | druż. sprint klasyczna | ind. klasyczna      | ind. łączony        | ind. masowy         | sztafeta            | Źródło |
| Maria Danu                | 3 marca 1990     | –                   | –                      | –                   | –                   | –                   | –                   | [ 21 ] |
| Lefteris Fafalis          | 17 lutego 1976   | 29                  | –                      | –                   | –                   | –                   | –                   | [ 22 ] |
| Narciarstwo alpejskie (3) |                  |                     |                        |                     |                     |                     |                     |        |
| Zawodnik                  | Data urodzenia   | Miejsca na ZIO 2006 | Miejsca na ZIO 2006    | Miejsca na ZIO 2006 | Miejsca na ZIO 2006 | Miejsca na ZIO 2006 | Miejsca na ZIO 2006 | Źródło |
| Zawodnik                  | Data urodzenia   | zjazd               | supergigant            | slalom gigant       | slalom              | kombinacja          | kombinacja          | Źródło |
| Vasilios Dimitriadis      | 22 sierpnia 1978 | –                   | –                      | DNF                 | 23                  | –                   | –                   | [ 23 ] |
| Sofia Rali                | 4 marca 1988     | –                   | –                      | –                   | –                   | –                   | –                   | [ 24 ] |
| Stefanos Tsimikalis       | 8 czerwca 1985   | –                   | –                      | –                   | –                   | –                   | –                   | [ 25 ] |

### Statystyki według dyscyplin
| Lp      | Sport                 | Mężczyźni | Kobiety | Łącznie |
| ------- | --------------------- | --------- | ------- | ------- |
| 1       | Biathlon              | 1         | 1       | 2       |
| 2       | Biegi narciarskie     | 1         | 1       | 2       |
| 3       | Narciarstwo alpejskie | 2         | 1       | 3       |
| Łącznie | Łącznie               | 4         | 3       | 7       |

## Wyniki

### Biathlon
Na igrzyskach w Vancouver wystąpiło dwoje greckich biathlonistów – jeden mężczyzna i jedna kobieta. Panajota Tsakiri zajęła 86. miejsce w sprincie, wyprzedzając dwie zawodniczki – Victorię Padial z Hiszpanii oraz Tanję Karišik z Bośni i Hercegowiny. W biegu na 15 kilometrów Tsakiri była 85., ponownie pokonując te same biathlonistki. W rywalizacji mężczyzn Grecję reprezentował Atanasios Tsakiris, który jako jedyny nie ukończył biegu sprinterskiego na 10 kilometrów i nie został sklasyfikowany. Po drugim strzelaniu zajmował 87. miejsce w stawce 88 zawodników. W biegu na 20 kilometrów Grek zajął 80. miejsce, tym samym wyprzedzając ośmiu zawodników. Do zwycięzcy zawodów – Emila Hegle Svendsena – stracił 9 minut i 19,6 sekundy.
Greccy biathloniści w wywiadzie dla greckiego magazynu sportowego wyznali, że są rozczarowani osiągniętymi w Vancouver wynikami, gdyż liczyli na lepsze rezultaty – miejsca w czołowej trzydziestce zawodów traktowaliby tak, jakby zdobyli medal olimpijski, a oboje zajęli miejsca na końcu stawki.
| Konkurencja                        | Zawodnik           | Wynik   | Wynik   | Miejsce |
| Konkurencja                        | Zawodnik           | Czas    | Pudła   | Miejsce |
| ---------------------------------- | ------------------ | ------- | ------- | ------- |
| Sprint kobiet – 7,5 km             | Panajota Tsakiri   | 24:28,8 | 1+2     | 86.     |
| Sprint mężczyzn – 10 km            | Atanasios Tsakiris | DNF     | 2+3     | DNF     |
| Bieg indywidualny kobiet – 15 km   | Panajota Tsakiri   | 54:36,3 | 1+2+1+3 | 85.     |
| Bieg indywidualny mężczyzn – 20 km | Atanasios Tsakiris | 57:42,1 | 2+0+1+2 | 80.     |

### Biegi narciarskie
W biegach narciarskich na igrzyskach w Vancouver wystąpiło dwoje greckich reprezentantów – Maria Danu w jednej konkurencji kobiet i Lefteris Fafalis w jednej konkurencji mężczyzn. Danu zajęła 72. miejsce w biegu na 10 kilometrów stylem dowolnym, pokonując pięć sklasyfikowanych zawodniczek. Do Charlotte Kalli – zwyciężczyni biegu – straciła 7 minut i 16,2 sekundy. Fafalis wystąpił natomiast w indywidualnym sprincie, w którym został sklasyfikowany na 50. miejscu wśród 62 zawodników.
| Konkurencja                                       | Zawodnik         | Kwalifikacje | Kwalifikacje | Ćwierćfinały | Ćwierćfinały | Półfinały | Półfinały | Finały  | Finały  |
| Konkurencja                                       | Zawodnik         | Czas         | Miejsce      | Czas         | Miejsce      | Czas      | Miejsce   | Czas    | Miejsce |
| ------------------------------------------------- | ---------------- | ------------ | ------------ | ------------ | ------------ | --------- | --------- | ------- | ------- |
| Bieg indywidualny kobiet – 10 km techniką dowolną | Maria Danu       | —            | —            | —            | —            | —         | —         | 32:14,6 | 72.     |
| Sprint mężczyzn – 1,5 km techniką klasyczną       | Lefteris Fafalis | 3:49,09      | 50.          | nq           | nq           | nq        | nq        | nq      | 50.     |

### Narciarstwo alpejskie
W kadrze Grecji na igrzyska w Vancouver znalazło się troje alpejczyków – dwóch mężczyzn i jedna kobieta. Wystartowali oni w slalomie i slalomie gigancie. Najwyżej sklasyfikowany został Vasilios Dimitriadis w slalomie, w którym zajął 33. miejsce w gronie 48 zawodników, którzy ukończyli zawody. Ponadto jeszcze trzykrotnie Grecy zostali sklasyfikowani – 47. miejsce w slalomie i 53. w slalomie gigancie zajęła Sofia Rali, a 65. miejsce w slalomie gigancie zajął Stefanos Tsimikalis.
| Konkurencja            | Zawodnik             | Zjazd 1 | Zjazd 1 | Zjazd 2 | Zjazd 2 | Łącznie | Łącznie |
| Konkurencja            | Zawodnik             | Czas    | Miejsce | Czas    | Miejsce | Czas    | Miejsce |
| ---------------------- | -------------------- | ------- | ------- | ------- | ------- | ------- | ------- |
| Slalom kobiet          | Sofia Rali           | 59,32   | 55.     | 1:01,09 | 48.     | 2:00,41 | 47.     |
| Slalom mężczyzn        | Vasilios Dimitriadis | 51,96   | 36.     | 56,20   | 35.     | 1:48,16 | 33.     |
| Slalom mężczyzn        | Stefanos Tsimikalis  | DNF     | DNF     | —       | —       | DNF     | DNF     |
| Slalom gigant kobiet   | Sofia Rali           | 1:27,75 | 62.     | 1:22,86 | 52.     | 2:50,61 | 53.     |
| Slalom gigant mężczyzn | Vasilios Dimitriadis | 1:24,64 | 58.     | DNF     | DNF     | DNF     | DNF     |
| Slalom gigant mężczyzn | Stefanos Tsimikalis  | 1:29,21 | 73.     | 1:30,95 | 62.     | 3:00,16 | 65.     |